# Pandanus multidentatus
Pandanus multidentatus är en enhjärtbladig växtart som beskrevs av Harold St.John. Pandanus multidentatus ingår i släktet Pandanus och familjen Pandanaceae.
Artens utbredningsområde är Vanuatu. Inga underarter finns listade.